# リージョナルプラスウイングス
株式会社リージョナルプラスウイングス（英: RegionalPlus Wings Corp.）は、日本の中堅航空会社で、北海道を拠点とするAIRDO（エア・ドゥ）と、九州・沖縄を中心とするソラシドエアによる共同持株会社。
2022年10月3日に両社の経営が統合され、正式に発足した。

## 概説
AIRDOとソラシドエアが経営統合する形で2022年10月3日に発足した、両社による共同持株会社である。
AIRDOは設立当初の大株主は京セラ系が中心であったが、2002年6月の民事再生法適用申請を機に全日本空輸（ANA）と包括的業務提携にかかわる基本合意を締結。ソラシドエアも業績悪化による2004年6月より産業再生機構の経営支援を受け、ANAと業務提携を締結しており、2社ともANAから出資を受けていた。
2021年5月時点では日本政策投資銀行、ANAホールディングス、双日、宮崎交通、宮崎・北海道財界各社が主な株主になっている。

## 歴史
- 2021年（令和3年）5月31日 - AIRDOとソラシドエアが2022年10月を目途に共同持株会社を設立し、経営統合することで基本合意したと発表。

両社は新型コロナウイルス感染拡大の影響で旅客数が急減し、厳しい経営環境にあった。感染拡大以降、初の航空業界の再編で、両社は航空機の部品や燃料を共同で調達したり、羽田空港にある事務所やカウンターのほか、人事、総務部門を共通化することなどで、2026年度末までに約45億円のコスト削減を目指す一方、互いの航空ブランドや路線などの独立性は維持し、これまで通りの運航を続けるとしている。
- 2022年（令和4年）
  - 5月30日 - AIRDOとソラシドエアが同年10月に設立する共同持株会社の社名を「リージョナルプラスウイングス」にすると発表。
  - 10月3日 - AIRDOとソラシドエアの経営が統合され、両社を傘下に持つ共同持株会社「株式会社リージョナルプラスウイングス」が正式に発足。持株会社の会長にはAIRDOの草野晋社長が、社長にはソラシドエアの髙橋宏輔社長が就任。羽田空港第1旅客ターミナルビル内に本社が置かれる。
- 2023年（令和5年）6月27日 - AIRDOの草野晋社長が退任し、後任に筆頭株主の日本政策投資銀行出身の鈴木貴博が、持株会社の会長を兼務する形で就任。